# Lonquimay

Lonquimay é uma comuna do Chile, da Província de Malleco na IX Região de Araucanía.
A comuna limita-se: a oeste com Curacautín; a norte com Alto Biobío e Quilaco (Região de Bío-Bío); a leste e sudeste com a Argentina; a sudoeste com Melipeuco.

## Origem e etimologia
Fundada como forte em 25 de janeiro de 1897, pelo coronel Gregorio Urrutia, com o nome de Villa Portales, passou posteriormente a denominar-se Lonquimay, nome de origem mapuche.

## Geografia
Comuna cordilherana e fronteiriça da Província de Malleco, destaca-se pelas lagunas Galletué e Icalama nas quais nasce o rio Biobío, e pela presença da Cordilheira las Raíces, entre outros pontos de interesse turístico. A comuna se localiza num lugar muito especial, pois localiza-se a leste de grandes vulcões, no meio da Cordilheira dos Andes, de modo que geograficamente forma parte da Patagônia Oriental. O clima caracteriza-se por altas precipitações anuais, no inverno a neve pode alcançar até 3 metros, e no verão as temperaturas são mais favoráveis, apresentando uma média de aproximadamente 15°C. Como localidade fronteiriça conta com diversos passos internacionais, sendo os mais importantes o Passo de Pino Hachado (acessível atreves da Ruta CH-181) e o Passo de Icalma. Sendo o primeiro deles parte do futuro Corredor Bioceânico Trasandino. 
Nessa região existe um grande vulcão ativo que leva o nome da comuna (Vulcão Lonquimay).

### Acessos

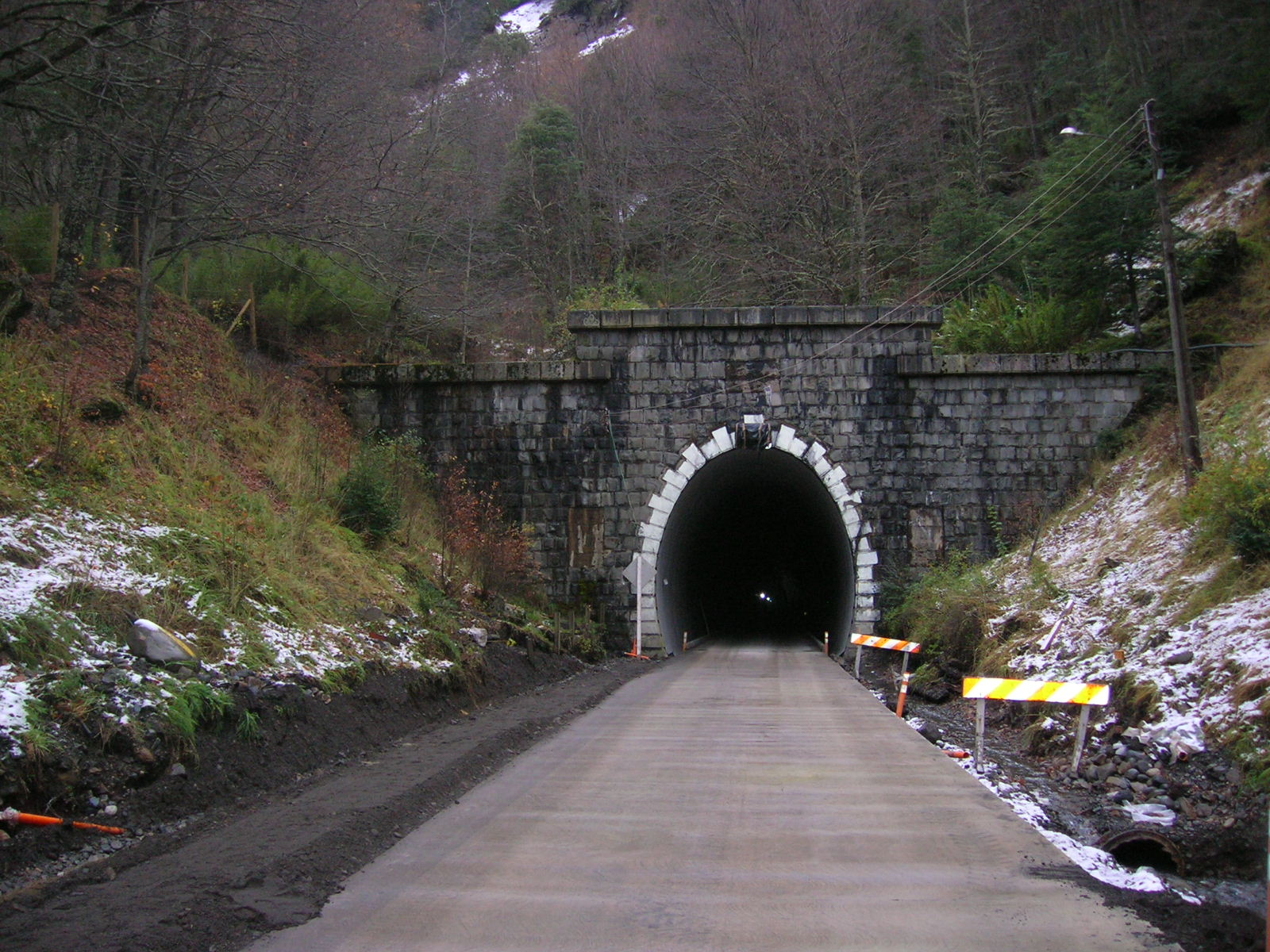
Túnel Las Raíces

Lonquimay se localiza a 156 km de Temuco, pela ruta Lautaro-Curacautín e a 186 km pelo caminho Victoria-Curacautín (parte da Ruta CH-181). Ambos trajetos encontram-se totalmente pavimentados desde Lonquimay. Na via que une Lonquimay e Curacautín se encontra o "túnel Las Raíces", de 4.528 metros de comprimento construído entre 1930 e 1938, que foi o mais longo da América Latina, até a inauguração do túnel Fernando Gómez Martínes no Departamento de Antioquia, Colombia, no ano de 2006.